# Час синів
Час синів (рос. Время сыновей) — радянський художній фільм 1986 року, знятий на кіностудії «Мосфільм».

## Сюжет
Про сім'ю вчених-металургів, голова якої — академік Кордін, який переживши важку кризу, урешті-решт погодився з ідеями двох своїх синів…

## У ролях
- Євген Матвєєв — Семен Петрович Кордін, академік
- Борис Плотников — Олександр Кордін
- Іван Шабалтас — Зиновій Кордін
- Георгій Жженов — Сергій Васильович Узєлков, директор заводу
- Наталія Вавилова — Валентина
- Юрій Яковлєв — Антон Васильович Дубцов
- Олександр Михайлов — Федір Томін
- Ольга Остроумова — Людмила Кордіна, дружина Олександра
- Олена Козелькова — Наталія Львівна, мати братів Кордіних
- Олексій Жарков — Михайло Кадкін
- Ніна Тобілевич — Олена
- Андрій Гусєв — Микола, брат Валентини
- Віктор Уральський — батько Валі і Миколи
- Валентина Ананьїна — Алевтина Володимирівна, мати Валі і Миколи
- Лев Поляков — Коваленко з радміну
- Михайло Кокшенов — Петро Васильович, сусід
- Олена Кузьміна — Маша, секретарка
- Алла Ладнова — епізод

## Знімальна група
- Режисер — Євген Матвєєв
- Сценаристи — Йосип Герасимов, Олександр Горохов
- Оператор — Леонід Калашников
- Композитор — Євген Птичкін
- Художник — Семен Валюшок